# Boryczówka
Boryczówka (ukr. Боричівка, Borycziwka) – wieś na Ukrainie w rejonie tarnopolskim należącym do obwodu tarnopolskiego. Leży nad rzeką Boryczówką, lewym dopływem Gniezny.

## Historia
W „Aktach Grodzkich i Ziemskich” jest wzmianka o wsi Boryczówka w powiecie trembowelskim pod datą 28 kwietnia 1455 r.
Wieś została założona przez polskich kolonistów w XVII wieku, prawdopodobnie na miejscu starszej osady, zniszczonej przez Tatarów. Ziemie należały do klasztoru Karmelitów w Trembowli od około 1635 roku. Do 1668 r. wieś należała do starostwa trembowelskiego, kiedy za sprawą starosty Rafała Kazimierza Makowieckiego została z niego wyłączona.
Pod koniec XIX wieku we wsi mieszkało ponad 900 osób.
Przed II wojną światową we wsi znajdował się folwark klasztoru Karmelitów w Trembowli, który liczył 130 hektarów ziemi. Po agresji ZSRR na Polskę ziemia została rozdzielona między chłopów, lecz w 1940 roku powstał kołchoz „Stalinowski Szlak" (kierownikiem kołchozu był Świderski).
W okresie II Rzeczypospolitej wieś była siedzibą gminy wiejskiej, a w ramach reformy samorządowej 1 sierpnia 1934 r. weszła w skład gminy wiejskiej Łoszniów.  
W czasie okupacji niemieckiej polska mieszkanka wsi Maria Mularczyk udzielała schronienia Żydom. W 1993 roku Instytut Jad Waszem uhonorował ją za to tytułem Sprawiedliwej wśród Narodów Świata.
W 1944 nacjonaliści ukraińscy z OUN-UPA zamordowali tutaj 9 Polaków.
Do 1945 r. wieś zamieszkiwali głównie Polacy, którzy zostali następnie wysiedleni na Dolny Śląsk. Od 1995 r. działa Towarzystwo Miłośników Ziemi Trembowelskiej – Oddział "Boryczówka" w Lubinie, które wydaje cykl publikacji "Sami Swoi z Boryczówki" oraz organizuje doroczne zjazdy byłych mieszkańców wioski i ich potomków.  
We Boryczówce osiedlili się Ukraińcy deportowani z Polski, głównie ze wsi Cieplice.
W 1946 r. utworzono radę wsi, na jej przewodniczącego wybrano Iwana Andrijowicza Groda. Od 1961 r. wieś podlegała Radzie Miejskiej Trembowli. W tym samym roku zlikwidowano kołchoz „Stalinowski Szlak" (odnowiony w 1947 r.). Ostatnim kierownikiem kołchozu był Teodor Iwanowicz Fedirko. Kołchoz w Boryczówce został włączony do gospodarstwa rolnego „Sadi” (Sadi – przedmieście Trembowli).
W 1996 roku liczba mieszkańców wynosiła 615 osób, w 2001 – 550 osób.
W pobliżu Boryczówki odkryto zabytki archeologiczne kultury czerniachowskiej. Dawniej do wsi przylegał chutor Dubina. W 1996 roku w pobliżu wsi utworzono Boryczowski Rezerwat Ornitologiczny o powierzchni 14,2 ha.
Do 2020 w rejonie trembowelskim.

## Cerkiew Narodzenia Przenajświętszej Bogurodzicy
Katolicy z Boryczówki należeli do parafii Świętych Apostołów Piotra i Pawła w Trembowli. Na przełomie XIX i XX wieku ich liczba sięgała tysiąca. W 1904 r. dzięki staraniom wikariusza ks. Walentego Puchały i mieszkańców wsi rozpoczęto budowę murowanego kościoła. W 1907 r. świątynia została konsekrowana pod wezwaniem św. Wojciecha. Budynek nie był jeszcze ukończony, ale prace zostały wstrzymane z powodu braku funduszy. W 1909 roku udało się zebrać pieniądze na dokończenie budowy świątyni w tym samym roku.
W 1921 r. w Boryczówce utworzono ekspozyturę parafialną, która w 1925 r. uzyskała status samodzielnej parafii, do której należała jedynie Boryczówka. W 1933 r. małżeństwo Tabaków przekazało darowiznę na wykonanie dzwonu, a rok później na budowę murowanej dzwonnicy bramnej. Od 1933 do połowy lat 40. XX w. parafią zarządzał ks. Artur Marynowski, który w czasie wojny mieszkał w Trembowli.
Po wysiedleniu prawie wszystkich parafian do Polski jesienią 1945 r. (pozostało tylko 5 starszych osób) próbowano zamienić świątynię na kołchozowy magazyn nawozów sztucznych, ale przesiedleni z Polski Ukraińcy na to nie pozwolili. W 1985 r. rozpoczęto jej renowację jako cerkiew prawosławną, jednak na początku lat 90. XX w. dawny kościół przejęli grekokatolicy. W 2001 roku został konsekrowany jako kościół Narodzenia Przenajświętszej Bogurodzicy.

## Ciekawostki
- W latach 1939–1941 we wsi pracował językoznawca Franciszek Sławski.
- Ostatnim polskim sołtysem wsi przed 1945 rokiem był Jan Mularczyk, stryj Andrzeja Mularczyka, pierwowzór postaci Kazimierza Pawlaka z filmów "Sami Swoi", "Nie ma mocnych" i "Kochaj albo rzuć"[12].